# August von Gödrich
August von Gödrich (25 de septiembre de 1859, Gelsdorf, actualmente Fulnek, Chequia – 16 de marzo de 1942) fue un ciclista profesional alemán. Compitió en los Juegos Olímpicos de Atenas 1896.
Gödrich participó en la prueba de ciclismo en ruta masculino, en la cual obtuvo la medalla de plata recorriendo los 87 kilómetros de ida y vuelta entre Atenas y Maratón en un tiempo de 3:42:18 horas, únicamente por detrás del griego Aristidis Konstantinidis.